# Konstandinos Charalambidis
Konstandinos (Kostas) Charalambidis (gr. Κώστας Χαραλαμπίδης, ur. 25 lipca 1981 w Nikozji) – cypryjski piłkarz grający na pozycji prawego pomocnika.

## Kariera klubowa
Charalambidis pochodzi ze stolicy Cypru, Nikozji. Jego pierwszym klubem w karierze był APOEL Nikozja. W jego barwach zadebiutował w sezonie 1998/1999 i wtedy też osiągnął swój pierwszy sukces jakim było zdobycie Pucharu Cypru. Miejsce w pierwszej jedenastce APOEL-u wywalczył w sezonie 2000/2001, a rok później, czyli w 2002 roku wywalczył tytuł mistrza Cypru. Po kolejne osiągnięcie sięgnął w 2004 roku, gdy drugi raz w karierze został mistrzem kraju.
Zimą 2005 Charalambidis przeszedł do greckiego Panathinaikosu Ateny. Wywalczył miejsce na prawej pomocy tej drużyny, a na koniec sezonu został wicemistrzem kraju (16 meczów). W sezonie 2005/2006 wystąpił z Panathinaikosem w rozgrywkach Ligi Mistrzów, a Alpha Ethniki zajął 3. miejsce. Latem 2006 trafił na wypożyczenie do PAOK-u Saloniki w ramach wymiany za Dimitrisa Salpinidisa. W PAOK-u wystąpił jednak tylko w rundzie jesiennej, a na wiosnę wrócił do Aten i rozegrał w Panathinaikosie 2 spotkania ligowe.
Latem 2007 Charalambidis przeszedł do niemieckiego drugoligowca, FC Carl Zeiss Jena, a na początku 2008 roku wrócił do APOEL-u, z którym w 2009 roku został mistrzem Cypru. Mistrzostwo wywalczył również w sezonach 2010/2011, 2012/2013, 2013/2014, 2014/2015 i 2015/2016. Zdobył też Puchary Cypru w latach 2008, 2014 i 2015.
Latem 2016 Charalambidis został zawodnikiem AEK Larnaka.
| Sezon   | Klub               | Kraj   | Rozgrywki     | Mecze | Bramki |
| ------- | ------------------ | ------ | ------------- | ----- | ------ |
| 1998/99 | APOEL Nikozja      | Cypr   | Division A    | 2     | 0      |
| 1999/00 | APOEL Nikozja      | Cypr   | Division A    | 11    | 1      |
| 2000/01 | APOEL Nikozja      | Cypr   | Division A    | 20    | 6      |
| 2001/02 | APOEL Nikozja      | Cypr   | Division A    | 25    | 4      |
| 2002/03 | APOEL Nikozja      | Cypr   | Division A    | 25    | 2      |
| 2003/04 | APOEL Nikozja      | Cypr   | Division A    | 26    | 9      |
| 2004/05 | APOEL Nikozja      | Cypr   | Division A    | 12    | 3      |
| 2004/05 | Panathinaikos AO   | Grecja | Alpha Ethniki | 16    | 0      |
| 2005/06 | Panathinaikos AO   | Grecja | Alpha Ethniki | 26    | 1      |
| 2006/07 | PAOK FC            | Grecja | Alpha Ethniki | 16    | 0      |
| 2006/07 | Panathinaikos AO   | Grecja | Alpha Ethniki | 2     | 0      |
| 2007/08 | FC Carl Zeiss Jena | Niemcy | 2. Bundesliga | 12    | 1      |
| 2007/08 | APOEL Nikozja      | Cypr   | Division A    | 10    | 4      |
| 2008/09 | APOEL Nikozja      | Cypr   | Division A    | 24    | 4      |
| 2009/10 | APOEL Nikozja      | Cypr   | Division A    | 27    | 9      |
| 2010/11 | APOEL Nikozja      | Cypr   | Division A    | 30    | 3      |
| 2011/12 | APOEL Nikozja      | Cypr   | Division A    | 30    | 7      |
| 2012/13 | APOEL Nikozja      | Cypr   | Division A    | 28    | 4      |
| 2013/14 | APOEL Nikozja      | Cypr   | Division A    | 32    | 3      |
| 2014/15 | APOEL Nikozja      | Cypr   | Division A    | 19    | 3      |
| 2015/16 | APOEL Nikozja      | Cypr   | Division A    | 19    | 4      |
| 2016/17 | AEK Larnaka        | Cypr   | Division A    |       |        |

## Kariera reprezentacyjna
W reprezentacji Cypru Charalambidis zadebiutował w 2002 roku. Ma za sobą występy w eliminacjach do Euro 2004 oraz MŚ 2006, a obecnie rywalizuje w kwalifikacjach do Euro 2008 (w wygranym 5:2 meczu z Irlandią zdobył 2 gole).